# Valeria Ayos
Valeria María Ayos Bossa (Cartagena de Indias, 20 de marzo de 1994) es una modelo, presentadora, profesional en relaciones internacionales y reina de belleza colombiana, ganadora de los títulos Miss Earth Colombia 2018, Miss Tierra - Agua 2018 y Miss Universe Colombia 2021. Representó a Colombia en Miss Universo 2021 en Eilat, Israel, donde logró hacer parte del grupo de 5 finalistas.

## Biografía
Valeria Ayos Bossa nació el 20 de marzo de 1994 en Cartagena, Bolívar. Pero desde temprana edad se mudó con su familia al Archipiélago de San Andrés, Providencia y Santa Catalina donde pasó gran parte de su niñez y juventud completando su primaria en la isla, y su educación secundaria en el Instituto Alberto Merani en Bogotá.Además del español, habla el idioma inglés de forma fluida.

## Carrera

### Primaria y bachillerato
Realizó sus estudios de primaria y bachillerato en el Instituto Alberto Merani de Bogotá.

### Estudios profesionales
Valeria es profesional en relaciones internacionales de la Universidad Jorge Tadeo Lozano, cuya sede principal se localiza en la ciudad de Bogotá, en Colombia. Además, cuenta con estudios en Gestión Estratégica, Marketing Internacional e Inglés Comercial de la Universidad de La Verne, ubicada en California, Estados Unidos. De igual forma, se ha desempeñado como presentadora y animadora de programas de televisión regional.

### Modelaje
Valeria se ha destacado desde muy joven en el ámbito del modelaje profesional, lo que le permitió ganar en 2016 el premio a “Modelo Revelación - Categoría Juvenil” durante el evento  Fashion Show V, desarrollado en la capital del país.

### Miss Earth Colombia 2018
Luego de intentar ser Srta. San Andrés, Providencia y Santa Catalina en el año 2016, perdiendo la disputa, Valeria se presentó como candidata oficial al certamen Miss Earth Colombia, el cual, para 2018, celebraría su cuarta edición.
Representando al parque nacional natural Old Providence McBean Lagoon, la reina sanandresana se posicionó rápidamente en el grupo de las máximas favoritas, consagrándose la noche del 23 de agosto como la sucesora de Juliana Franco, quien venía de lograr el reconocimiento de Miss Earth - Water 2017. Con este triunfo, Valeria obtuvo la responsabilidad de viajar a Filipinas en el mes de octubre para competir por la corona del Miss Earth 2018.
Como parte de sus compromisos sociales, Valeria, en compañía de su corte real, se dedicó a liderar diferentes obras y campañas en beneficio del cuidado del medio ambiente, la preservación de los recursos naturales y el resguardo del planeta, por lo que se perfiló como una de las candidatas más opcionadas a ganar el certamen internacional.

### Miss Earth 2018
Con un favoritismo en ascenso, Valeria llegó al país asiático con el objetivo de situar a su país nuevamente en semifinales. En concentración, ganó una medalla de plata en la categoría «Ropa de Turístico» y sobresalió en varias actividades preliminares. Debido a su buen desempeño, conquistó a la prensa y a los medios locales, que la daban como la posible acreedora del título que ostentaba la filipina Karen Ibasco.
Finalmente, el 3 de noviembre ingresó al cuadro final de la competencia y se alzó con la corona de Miss Earth - Water 2018, obteniendo el mismo título elemental de su predecesora y logrando que Colombia por tercer año seguido estuviera en el top 4, lo que, sin lugar a dudas, significó un hito para su país en este certamen de belleza internacional. Nguyễn Phương Khánh, de Vietnam, fue la ganadora del evento, mientras que las otras dos finalistas fueron Melanie Mader, de Austria, y Melissa Flores, de México.

### Miss Universe Colombia 2020
Una vez confirmada la noticia de que la franquicia oficial de Miss Universo para Colombia estaba bajo la dirección de una nueva organización, Valeria se postuló como precandidata por el departamento de San Andrés, Providencia y Santa Catalina en Miss Universe Colombia 2020. Gracias a su desempeño en cada uno de los filtros, obtuvo la banda que la acreditaba como la reina del archipiélago en la primera versión del concurso Miss Universe Colombia, por lo que, en el mes de noviembre, competiría por el título nacional. No obstante, debido a causas relacionadas con su estado de salud, tuvo que retirarse del certamen tras sufrir una parálisis parcial del rostro; regresando al año siguiente.

### Miss Universe Colombia 2021

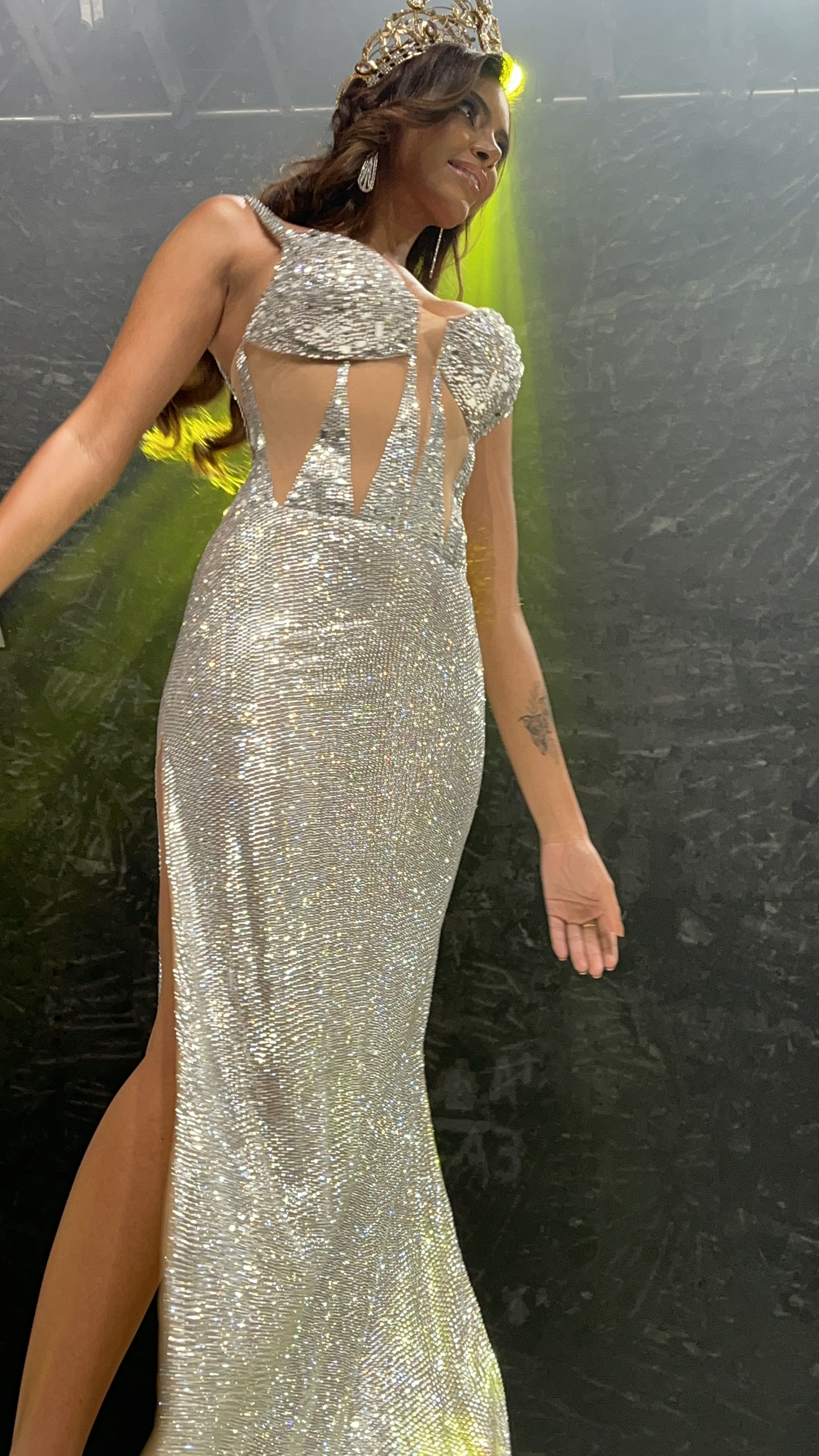
Ayos durante su desfile fnal como Miss Universe Colombia 2021.

Valeria consiguió el pase directo para competir en la segunda edición del concurso Miss Universe Colombia, tras haberse retirado el año anterior por motivos de salud. La banda que le fue asignada correspondió a la de Miss Universe Cartagena, y participó en la final celebrada el lunes 18 de octubre de 2021, en la ciudad de Bogotá. Después de hacer parte de los cortes de 13 semifinalistas, 7 pre-finalistas y 3 finalistas, Valeria se alzó con el título de Miss Universe Colombia 2021, superando a las concursantes María Alejandra López, de Risaralda y Franselys Santoya, de Bolívar.

### Miss Universo 2021
Al ganar el certamen Miss Universe Colombia, Valeria obtuvo el derecho de participar en Miss Universo 2021 en representación de Colombia, edición que se realizó en Eliat, Israel el 12 de diciembre del respectivo año, al final del evento se ubicó en el Top 5 de finalistas.

## Filmografía

### Televisión
| Año  | Título       | Rol          | Canal     |
| ---- | ------------ | ------------ | --------- |
| 2020 | Morning Show | Presentadora | Teleislas |